# Dinteranthus microspermus
Dinteranthus microspermus là một loài thực vật có hoa trong họ Phiên hạnh. Loài này được (Dinter & Derenb.) Schwantes mô tả khoa học đầu tiên năm 1926.